# دستي رودس
دستي رودس (بالإنجليزية: Dusty Rhodes)‏ هو مدرب كرة القاعدة ‏ أمريكي، ولد في 1946.